# Liste des cardinaux créés par Clément XIV

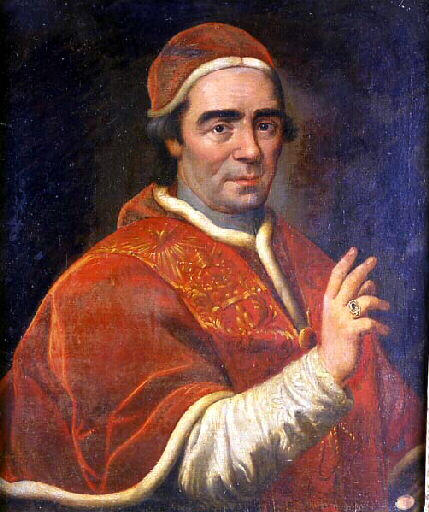
Portrait du Pape Clément XIV.

Le pape Clément XIV a créé pendant son pontificat de 1769 à 1774, 17 cardinaux dans 12 consistoires.

## 18 décembre 1769
- Paulo de Carvalho de Mendoça, in pectore, il est mort avant sa publication lors du consistoire du 29 janvier 1770.

## 29 janvier 1770
- Mario Marefoschi Compagnoni, in pectore

## 6 août 1770
- João Cosme da Cunha OCSA

## 10 septembre 1770
- Scipione Borghese
- Giovanni Battista Rezzonico

## 12 décembre 1770
- Pasquale Acquaviva d’Aragona

- in pectore Antonio Casali

## 17 juin 1771
- Bernardino Giraud

- in pectore Antonio Eugenio Visconti

## 23 septembre 1771
- Innocenzo Conti

## 16 décembre 1771
- Charles-Antoine de la Roche-Aymon

## 14 décembre 1772
- Leopold Ernst von Firmian

## 15 mars 1773
- Gennaro Antonio De Simone

## 19 avril 1773
- Francesco Carafa della Spina di Traetto
- Francesco Saverio de Zelada

## 26 avril 1773
- Giannangelo Braschi (le pape Pie VI)
- Francesco D’Elci

### Source
- Mirandas sur fiu.edu